# Pauh Barat
Pauh Barat is een bestuurslaag in het regentschap Pariaman van de provincie West-Sumatra, Indonesië. Pauh Barat telt 1821 inwoners (volkstelling 2010).